# Нафта видобувна

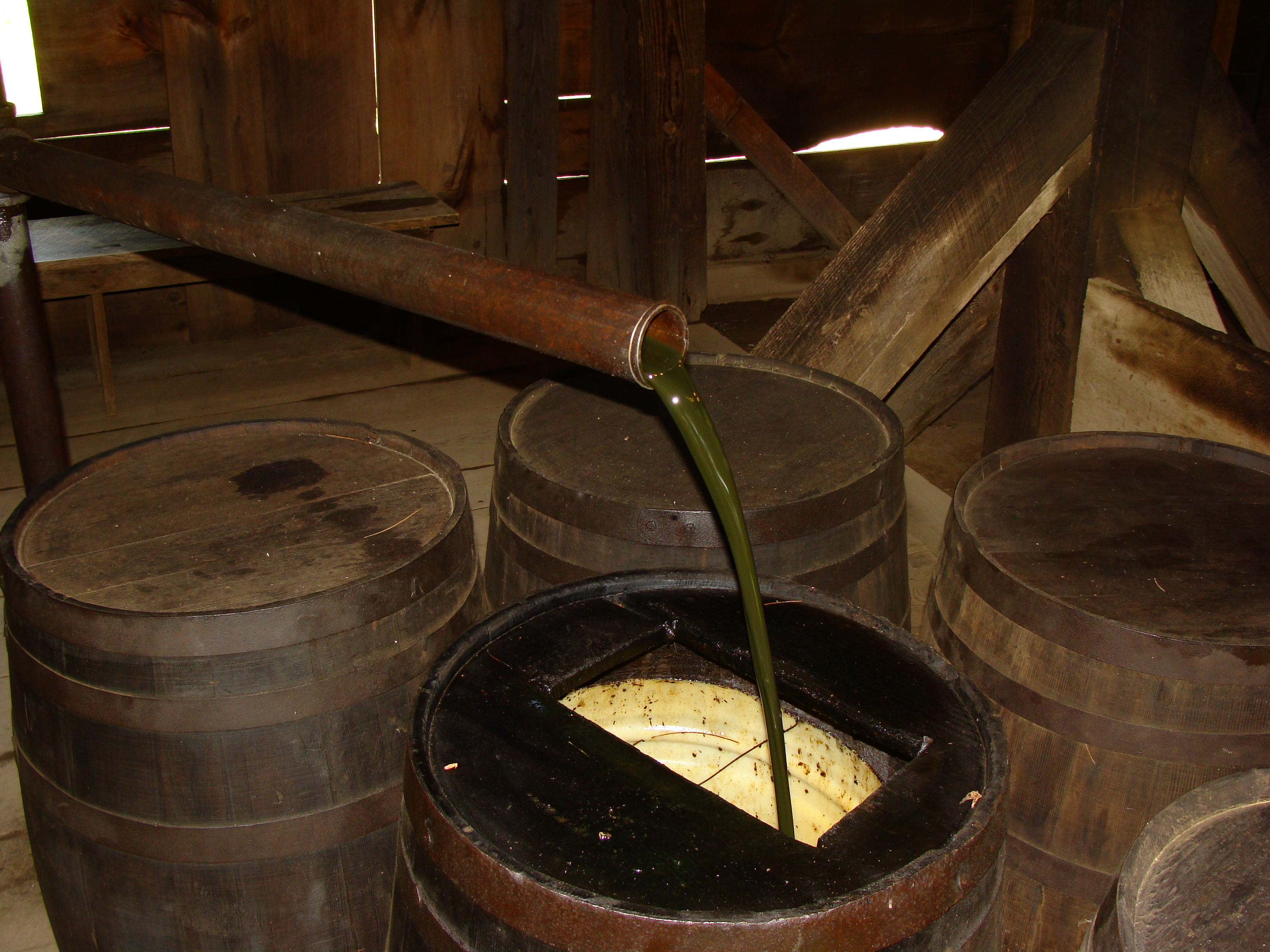

Нафта видобувна (рос. нефть добываемая; англ. produced oil; нім. Förderdöl n) — суміш нафти, газу, мінералізованої води, механічних домішок та інших попутних компонентів, безпосередньо видобута з пласта. 
Синонім нафта сира (рос. нефть сырая; англ. base oil, crude oil; нім. rohes Erdöl n) — нафта пластова, видобута із надр. 
Безпосередньо сира нафта практично не застосовується. Для отримання з неї технічно цінних продуктів, головним чином моторних палив, розчинників, сировини для хімічної промисловості, її піддають переробці.
Винятки застосування непереробленої сирої нафти:
- сира нафта поряд з нерозином застосовується для піскозахисту — закріплення барханних пісків від видування вітром при будівництві ЛЕП і трубопроводів);
- під час Другої світової війни сиру українську карпатську нафту застосовували в окремих випадках для заправки танків.